# L’Estréchure
L’Estréchure település Franciaországban, Gard megyében. Lakosainak száma 152 fő (2022. január 1.). L’Estréchure Peyrolles, Les Plantiers, Saumane, Soudorgues, Moissac-Vallée-Française és Val-d'Aigoual községekkel határos.

## Népesség
A település népességének változása:
| Lakosok száma | 176  | 150  | 140  | 159  | 168  | 163  | 161  | 157  | 155  | 152  |
|               | 1968 | 1982 | 1990 | 2006 | 2013 | 2015 | 2017 | 2019 | 2020 | 2022 |